# NGC 3693
NGC 3693 (również PGC 35299) – galaktyka spiralna (Sb), znajdująca się w gwiazdozbiorze Pucharu. Odkrył ją William Herschel 27 marca 1786 roku.
W galaktyce tej zaobserwowano supernową SN 2013hu.